# Cosmisoma ammiralis
Cosmisoma ammiralis är en skalbaggsart som först beskrevs av Carl von Linné 1767.  Cosmisoma ammiralis ingår i släktet Cosmisoma och familjen långhorningar.
Artens utbredningsområde är:
- Guyana.
- Surinam.

Inga underarter finns listade i Catalogue of Life.